# Бій Максима Кривоноса з Яремою Вишневецьким

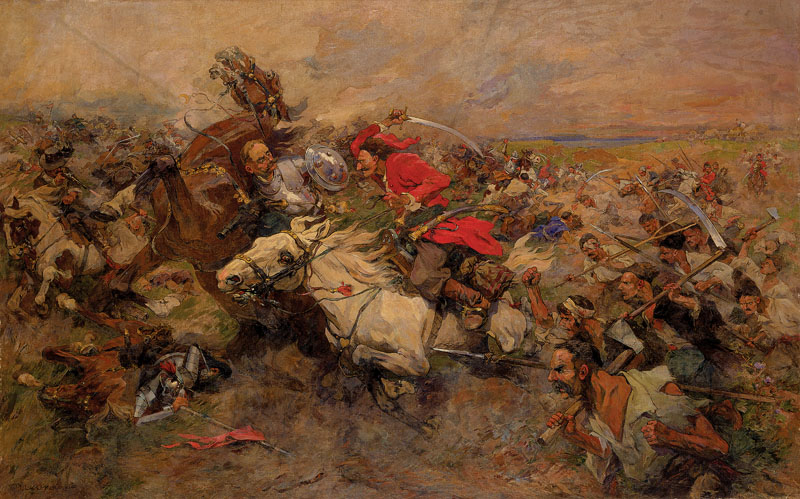
Картина "Бій Максима Кривоноса з Яремою Вишневецьким", написана Миколою Самокишем.

"Бій Максима Кривоноса з Яремою Вишневецьким" — картина, шедевр українського батального живопису, написана Миколою Самокишем.

## Історія створення картини
У червні 1934 р. колектив історичного музею в Харкові запропонував М. Самокишу створити для музейної експозиції велику батальну картину на тему війни українського народу проти польської шляхти в сер. 17 ст. М. Самокиш відгукнувся на пропозицію та запропонував вченій раді музею написати картину про бій полковника Максима Кривоноса із князем Яремою Вишневецьким. Для роботи над картиною М. Самокишу була виділена кімната у приміщенні самого музею. Робота над картиною тривала 4 місяці. 

## Історична основа для написання картини
Історичною основою для написання картини слугував бій між козацьким загоном і загоном польської шляхти під Махнівкою на Вінниччині, який відбувся в липні 1648 р. Цей бій описаний у "Літописі Самійла Величка":
"Вишневецький застав місто вже здобуте й розграбоване, козаки саме добували замок, і пішов на Кривоноса в бій, завдавши йому й собі немалого ущербу війська. Кривоніс, побачивши цей розрух і бій, кинувся на допомогу своїй піхоті з другого боку. Він так неждано й сильно вдарив на князя, піхота теж не пошкодувала від себе вогню, що впало на тому полі півтори тисячі княжого війська, а самого князя Кривоніс ледве не спихнув списом із коня".
Історик Олексій Сокирко вважає, що бою між Кривоносом та Вишневецьким у липні 1648 р. під Махнівкою не було, оскільки Ярема Вишневецький не був присутній на бойовищі.
Історик Іван Гаврилюк, спираючись на спогади слуги Яреми Вишневецького — Богуслава Казимира Маскевича, також поставив під сумнів факт бою Максима Кривоноса із Яремою Вишневецьким. Іван Гаврилюк вважає, що сам князь не брав безпосередньої участі у подіях під Махнівкою, а підрозділ Кривоноса тоді очолював не сам полковник Максим Кривоніс, а його син.

## Технічний опис і характеристики картини
Картина написана олійними фарбами на добре поґрунтованому фабричному полотні Лефрана. Розмір 163х267 см.

## Місця зберігання
- Харківський історичний музей імені М. Ф. Сумцова -- до 1941 р.
- Національний художній музей України -- після 1944 р.